# Waterbiesstromakelkje
Het waterbiesstromakelkje (Rutstroemia plana) is een schimmel die behoort tot de familie Rutstroemiaceae. Het leeft saprotroof op uitgebleekte plekken van dode stengels van gewone waterbies. Het vormt apothecia.

## Kenmerken
De vruchtlichamen (apothecia) hebben een diameter van 2 tot 4 mm. De vruchtlichamen zijn ietwat verdiept of vlak, geelbruin met een wat donkerder bruine rand. Ze hebben een dun, naar onderen versmald geelbruin steeltje van 2 tot 9 mm lang. Ze worden begrensd door een zwart (demarcatie)lijntje dat de grootte van het mycelium aangeeft. 
De vruchtlichamen ontspruiten niet uit een sclerotium, zoals dit gebeurt bij het meer donkerkleurige, maar overigens sterk gelijkende waterbiesknolkelkje (Sclerotinia eleocharidis).
De ascosporen zijn licht gebogen en meten 14-16,5 × 4,5-5,5 μm.

## Verspreiding
In Nederland komt het waterbiesstromakelkje uiterst zeldzaam voor.